# Cívic Cerealis
Cívic Cerealis va ser un magistrat romà del segle i.
Era procònsol de la província romana d'Àfrica i mentre exercia aquest càrrec va ser condemnat a mort i executat per ordre de l'emperador Domicià una mica abans de l'any 90.